# کتاب‌شناسی سید محمد خاتمی
سیّد محمّد خاتمی نوشته‌های فراوانی دارد، عمدتاً به زبانِ فارسی، که اغلب به صورتِ کتاب منتشر شده است.

## کتاب‌ها
- در ستایش دانشگاه
ناشر: خانهٔ فرهنگ خاتمی - مدارس هوشمند
- در مسیر گفتگو
ناشر: خانهٔ فرهنگ خاتمی - مدارس هوشمند
- باران در کویر
ناشر: خانهٔ فرهنگ خاتمی - مدارس هوشمند
- گفتگوی مهر (مجموعه گفتارها و نوشتارهای سیّد محمّد خاتمی)
ناشر: خانهٔ فرهنگ خاتمی - مدارس هوشمند
- مفاخر ایران (مجموعه گفتارها و نوشتارهای سیّد محمّد خاتمی)
ناشر: خانهٔ فرهنگ خاتمی - مدارس هوشمند
- کتاب محمل گفتگو (مجموعه گفتارها و نوشتارهای سیّد محمّد خاتمی)
ناشر: خانهٔ فرهنگ خاتمی - مدارس هوشمند
- نیاز و نماز (مجموعه گفتارها و نوشتارهای سیّد محمّد خاتمی)
ناشر: خانهٔ فرهنگ خاتمی - مدارس هوشمند
- احزاب و شوراها
ناشر: انتشارات طرح نو
- آیین و اندیشه در دام خودکامگی
ناشر: انتشارات طرح نو
- بیم موج
ناشر: مؤسسهٔ سیمای جوان
- نامه‌ای برای فردا
- از دنیای شهر تا شهر دنیا
ناشر: نشر نی
- احیاگر حقیقت دین
- گفتگوی تمدنها
ناشر: انتشارات طرح نو
- Islam, Liberty and Development مترجم: حسین کمالی
ناشر: Institute of Global Cultural Studies, Binghamton University
- مدینه السیاسه
- مردم سالاری
- مطالعات فی الدین و الاسلام والعصر
- توسعه سیاسی، توسعه اقتصادی و امنیت، ناشر: انتشارات طرح نو
- زنان و جوانان، ناشر:انتشارات طرح نو
- اسلام، روحانیت و انقلاب اسلامی[۱]